# 차 차 말론
체이스 빈센트 멜론(Chase Vincent Malone, 1987년 5월 25일 ~ )은 차 차 멜론(Cha Cha Malone)으로 더 잘 알려진 미국의 가수 겸 음악 프로듀서이다.
본인의 프로듀싱 곡에는 "I need a cha cha beat boy."라는 시그니쳐 사운드가 존재한다.